# Tîmoșivka, Kameanka
Tîmoșivka (în ucraineană Тимошівка) este o comună în raionul Kameanka, regiunea Cerkasî, Ucraina, formată numai din satul de reședință.

## Demografie
Componența lingvistică a comunei Tîmoșivka
     Ucraineană (98,31%)
     Rusă (1,69%)
Conform recensământului din 2001, majoritatea populației comunei Tîmoșivka era vorbitoare de ucraineană (98,31%), existând în minoritate și vorbitori de rusă (1,69%).

## Personalități născute aici
- Karol Szymanowski (1882 - 1937), compozitor, pianist polonez.